# Halotan

strukturformel

Halotan är ett anestetikum avsett för inhalationsanestesi. Halotan kan användas till patienter i alla åldrar och vid alla typer av kirurgiska ingrepp. Halotan ger en snabb induktion samt en god och lättstyrd anestesi med adekvat muskelavslappning vid de flesta operationer. 
Halotan får endast ges på sjukhus eller adekvat utrustade öppenvårdsenheter av läkare som är utbildad i anestesi. I dagsläget finns det i Sverige inga godkända läkemedel innehållande halotan. Detta på grund av att halotan har visat sig ge allvarliga leverskador. Halotan  har en immunologisk bakgrund. Vid första gångens exponering ges ovanliga skador, men upprepad exponering leder till en större andel skador och immunmodulerad levertoxicitet. 
Vid första exponering bioaktiveras halotan av CYP2E1 som bildar en syraklorid som är reaktiv och binder sig till proteiner (TFA-proteinaddukter). TFA står för trifluoro acetylchloride. TFA är elektrofil och binder till proteiner som CYP2E1. Det bildas TFA- CYP2E1-addukter som verkar  främmande för kroppen och medför bildning av antikroppar mot CYP2E1 och CYP2E1-addukten. Vid nästa exponering mot halotan så finns det redan antikroppar och det fås en immunologisk reaktion på CYP2E1 och CYP2E1-addukten i levern och den immunologiska reaktionen leder fram till hepatit.